# Iafa Britz
Iafa Britz (nacida el 29 de agosto de 1971 en Río de Janeiro) es una productora de cine brasileña, conocida por su trabajo en la trilogía Minha Mãe É uma Peça (2013, 2016 y 2019), que tuvo una amplia distribución en el cine nacional, y por la película Nosso Lar.
Es fundadora de la productora Migdal Filmes. En aproximadamente quince años de actividad en la compañía, han sido vistas por millones de espectadores en las salas de cine brasileñas. Entre sus obras se incluyen el drama Casa Grande, el documental Cássia Eller y o O Homem Que Engarrafava Nuvens.

## Biografía
Nacida en Río de Janeiro el 29 de agosto de 1971, Iafa Britz comenzó su carrera de manera inusual. Tras estudiar informática y trabajar en el sector financiero, ingresó en la industria audiovisual al participar en un curso de dirección y producción de vídeo. Su primer paso en el cine fue como asistente de producción en el festival Rio Cine.
En 1998, cofundó la productora Total Filmes junto a Walkíria Barbosa, Vilma Lustosa y Marcos Didonet, responsable de éxitos como Avassaladoras y Sexo, Amor e Traição, que han sido mencionadas en estudios sobre el cine brasileño contemporáneo. En 2009, creó la productora Migdal Filmes, en Río de Janeiro, con la que produjo obras como Nosso Lar y la franquicia Minha Mãe É uma Peça, protagonizada por Paulo Gustavo. la trilogía recaudó más de 100 millones de reales en taquilla y ha sido objeto de análisis en medios especializados.
A lo largo de su trayectoria, Britz ha trabajado con diversos profesionales del cine brasileño en distintos proyectos y también ha trabajado en la curaduría de proyectos audiovisuales. Es autora del libro Film Business: o Negócio do Cinema, que ofrece una visión general del mercado audiovisual. En 2010, fue nominada al premio “Faz Diferença”, en la categoría Cine, otorgado por el periódico O Globo.
Entre sus producciones recientes con Migdal Filmes se destacan películas como As Polacas, Carlinhos e Carlão, Linda de Morrer, La Situación, Amarração do Amor, Irmã Dulce, Casa Grande, Cássia Eller (documental) y M8 – Quando a Morte Socorre a Vida, así como las series As Canalhas (GNT), 220 Volts (Multishow) y Matches (Warner Channel).
Britz también es licenciada en psicología por la PUC-Rio.

## Filmografía

### Cine
| Año  | Título                             | Director(a)                 | Función                |
| ---- | ---------------------------------- | --------------------------- | ---------------------- |
| 2024 | As Polacas                         | João Jardim                 | Productora             |
| 2024 | Nosso Lar 2: Os Mensageiros        | Wagner de Assis             | Productora             |
| 2023 | La Situación                       | Tomás Portella              | Productora             |
| 2021 | Amarração do Amor                  | Caroline Fioratti           | Productora             |
| 2020 | Carlinhos e Carlão                 | Pedro Amorim                | Productora             |
| 2020 | M8 - Quando a Morte Socorre a Vida | Jeferson De                 | Productora             |
| 2019 | Minha Mãe É uma Peça 3             | Susana Garcia               | Productora             |
| 2018 | Intimidade entre Estranhos         | José Alvarenga Júnior       | Productora             |
| 2017 | Duas de Mim                        | Cininha de Paula            | Productora             |
| 2016 | Minha Mãe É uma Peça 2             | César Rodrigues             | Productora             |
| 2016 | Mundo Cão (2016)                   | Marcos Jorge                | Productora             |
| 2015 | Linda de Morrer                    | Cris D'Amato                | Productora             |
| 2015 | Cássia Eller                       | Paulo Fontenelle            | Productora             |
| 2015 | Casa Grande                        | Fellipe Gamarano Barbosa    | Productora             |
| 2014 | Irmã Dulce                         | Vicente Amorim              | Productora             |
| 2013 | Minha Mãe É uma Peça               | André Pellenz               | Productora             |
| 2012 | Totalmente Inocentes               | Rodrigo Bittencourt         | Productora             |
| 2012 | 31 Minutos, o Filme                | Álvaro Díaz e Pedro Peirano | Productora             |
| 2010 | Nosso Lar                          | Wagner de Assis             | Productora             |
| 2010 | High School Musical: O Desafio     | César Rodrigues             | Productora             |
| 2009 | O Homem Que Engarrafava Nuvens     | Lírio Ferreira              | Productora             |
| 2009 | Divã                               | José Alvarenga Júnior       | Productora             |
| 2009 | Se Eu Fosse Você 2                 | Daniel Filho                | Productora             |
| 2008 | Mais Uma História no Rio           | Raul Guterres               | Productora             |
| 2008 | A Guerra dos Rocha                 | Jorge Fernando              | Productora             |
| 2008 | Sexo com Amor?                     | Wolf Maya                   | Productora             |
| 2007 | Primo Basílio                      | Daniel Filho                | Productora             |
| 2006 | Muito Gelo e Dois Dedos d'Água     | Daniel Filho                | Productora             |
| 2006 | Se Eu Fosse Você                   | Daniel Filho                | Productora y Guionista |
| 2005 | Mais uma Vez Amor                  | Rosane Svartman             | Productora             |
| 2004 | Sexo, Amor e Traição               | Jorge Fernando              | Productora             |
| 2003 | Viva Sapato!                       | Luiz Carlos Lacerda         | Productora             |
| 2002 | Avassaladoras                      | Mara Mourão                 | Productora             |
| 2002 | Rua Alguém 5555: Meu Pai           | Egidio Eronico              | Productora             |
| 2001 | Um Crime Nobre                     | Walter Lima Jr.             | Productora             |
| 2001 | Corazones rotos                    | Rafael Montero              | Productora             |
| 2000 | Garota do Rio                      | Christopher Monger          | Productora             |
| 1997 | Burro-sem-rabo                     | Sérgio Bloch                | Productora             |
| 1996 | Pão de Açúcar                      | João Emanuel Carneiro       | Productora             |

### Televisión
| Año         | Serie                          | Canal          | Función    |
| ----------- | ------------------------------ | -------------- | ---------- |
| 2020 - 2024 | Matches (série)                | Warner Channel | Productora |
| 2013 - 2015 | As Canalhas                    | GNT            | Productora |
| 2012 - 2015 | Música.Doc                     | MTV (Brasil)   | Productora |
| 2012        | O Fantástico Mundo de Gregório | Multishow      | Productora |
| 2011 - 2013 | 220 Volts                      | Multishow      | Productora |

### Como guionista
| Año  | Título                             | Director(a)                   | Función               |
| ---- | ---------------------------------- | ----------------------------- | --------------------- |
| 2025 | (Des)Controle                      | Rosane Svartman e Carol Minêm | Argumento             |
| 2018 | M8 - Quando a Morte Socorre a Vida | Jeferson De                   | Colaboración de guion |
| 2006 | Se Eu Fosse Você                   | Daniel Filho                  | Guionista             |